# Połusze

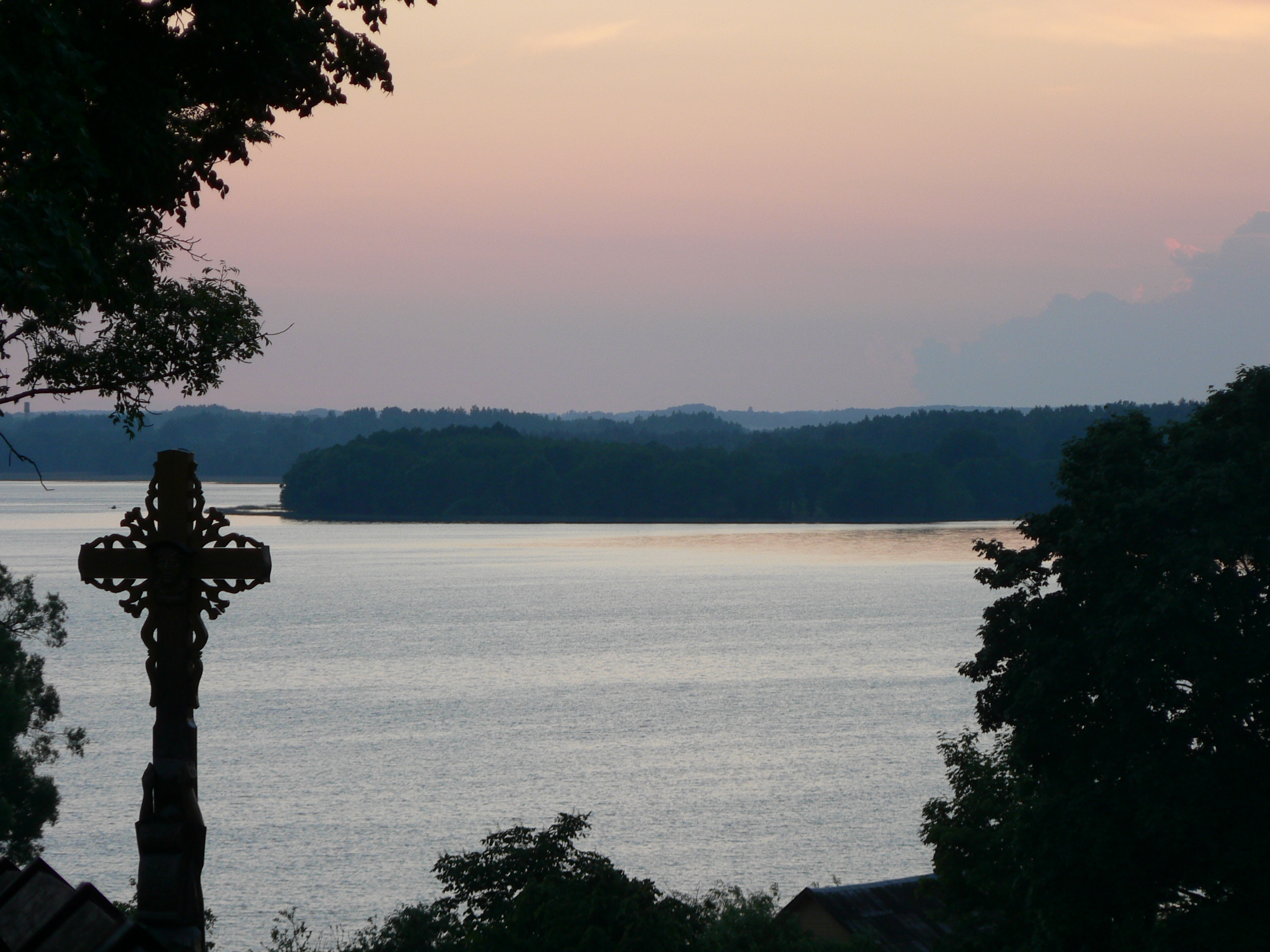
Jezioro Łusze

Połusze (lit. Palūšė) – wieś na wschodzie Litwy, w okręgu uciańskim, w rejonie ignalińskim, nad jeziorem Łusze. Według danych z 2009 wieś była zamieszkiwana przez 104 osoby. W 2007 miejscowość uzyskała status uzdrowiska.

## Historia
W czasach zaborów miasteczko w gminie Łyngmiany, w powiecie święciańskim, w guberni wileńskiej Imperium Rosyjskiego. W 1866 roku miało 57 mieszkańców, należało do dóbr skarbowych Łyngmiany. W 1905 roku liczyła 164 mieszkańców, 28 dziesięcin.
W dwudziestoleciu międzywojennym miasteczko leżało w Polsce, w województwie wileńskim, w powiecie święciańskim, w gminie Kołtyniany.
W 1931 w 23 domach zamieszkiwało 118 osób.
Miejscowość należała do miejscowej parafii rzymskokatolickiej. Podlegała pod Sąd Grodzki w Święcianach i Okręgowy w Wilnie; właściwy urząd pocztowy mieścił się w Ignalinie.
Zbudowany w latach 1747–1757 roku drewniany kościół św. Jozafata uchodzi za najstarszy drewniany kościół na Litwie. 
W pobliżu miejscowości znajdują się dwa kurhany.